# 南洋神社
南洋神社（なんようじんじゃ）位於帛琉共和國科羅恩格米德（Ngermid）高地的神道教神社。舊社格為官幣大社，主祭天照大神，第二次世界大戰中正值日治時代時設立，占地9萬6248坪。日本戰敗後一度廢社，並於1997年小規模重建。

## 歷史

### 前史
從1922年日本於南洋廳的統治經過15年之後，雖然南洋群島各地都有民間所設立的神社，南洋廳所在的柯羅卻一個神社也沒有。因此南洋廳在内務部長堂本貞一的提倡下於柯羅島設立了南洋群島總鎮守神社，成為了紀元二千六百年記念事業的一環。

### 設立
1937年進行了神社選址，最終確定在柯羅町郊外的恩格米德（Ngermid）高地建立神社。1938年1月開始為期兩年的施工。
本殿的建築風格以神明造與大鳥造形式為基調，為了適應南洋群島的氣候，木材取自南洋群島各地。石材部分則是在整地之際正好挖掘出大量品質良好的花崗岩，直接取之使用。
同時，有關團體相繼提供勞動志願服務。此外，運送業者為神社建設提供材料運費減免，電器設備業者也捐獻了電器設備。
接著，1940年2月被指定為祭祀天照大神的官幣大社，同年11月1日，伊藤博精公爵將御靈代帶到南洋神社，執行了為期三天的鎮座祭。南洋神社的落成被日本政府視為建立東亞新秩序的重要進展。

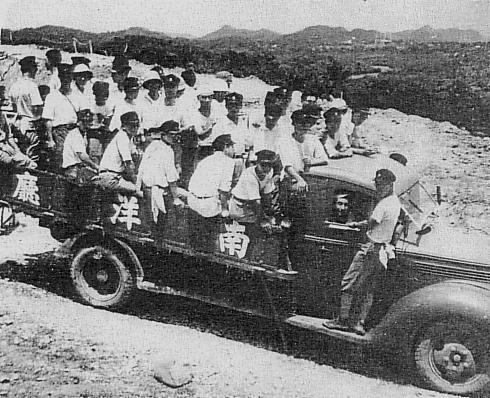
參與南洋神社建設工程勞動志願服務後，搭乘南洋廳卡車回去的學生們（1939年）
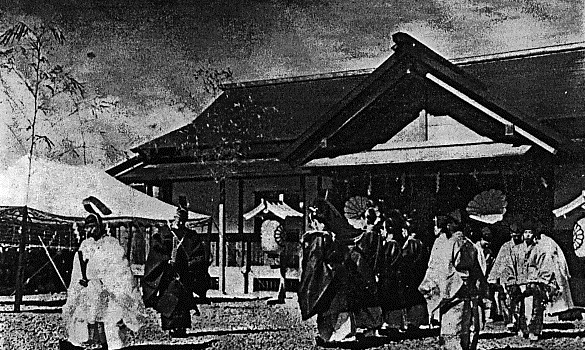
鎮座祭（1940年）
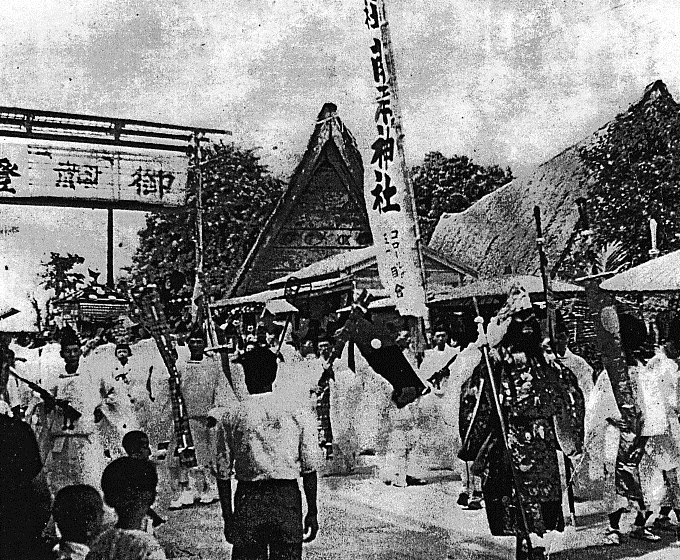
柯羅町内的神社祭典遊行（1940年）

### 疏散與廢止
第二次世界大戰末期，為了躲避連續數日的空襲，1944年11月22日在帛琉本島（巴貝圖阿普島）的叢林中設立臨時本殿，將御神體遷移過去。
1945年9月11日，日本方面在美國的同意下進行了奉燒式，將位於柯羅的社殿進行奉燒。御神體則以船運送至位於東京的宮內省，1月19日完成御奉遷的手續。

### 重建
戰後，南洋神社的原址成為了太平洋群島託管地的公有地。不久後就變成叢林密布的森林，過往曾經是神社的證據只剩石燈籠和社號標。1980年代，該地變賣後由帛琉人買下，成為私人宅邸。變成沒有神社的參道被延長之後，成為了連接上帛琉大陸飯店（Palau Continental Hotel）（後來的帛琉日航飯店）的公路。
1983年，開始有計畫於原址重建神社。1989年4月29日再次設立了奉納石燈籠，1997年，借用了帛琉人的宅邸庭院（南洋神社本殿和拜殿原址），在私人團體的贊助下小規模地重建南洋神社。神社前面設置了新的鳥居、石狛犬和石燈籠。本殿的右側則有刻著「舊官幣大社南洋神社再建趣旨」的石碑，左側則有名越二荒之助等「日本帛琉心連會」（日本—パラオ心を結ぶ会）所用日語和英語所寫的紀念二戰陣亡者的碑文。

## 現況

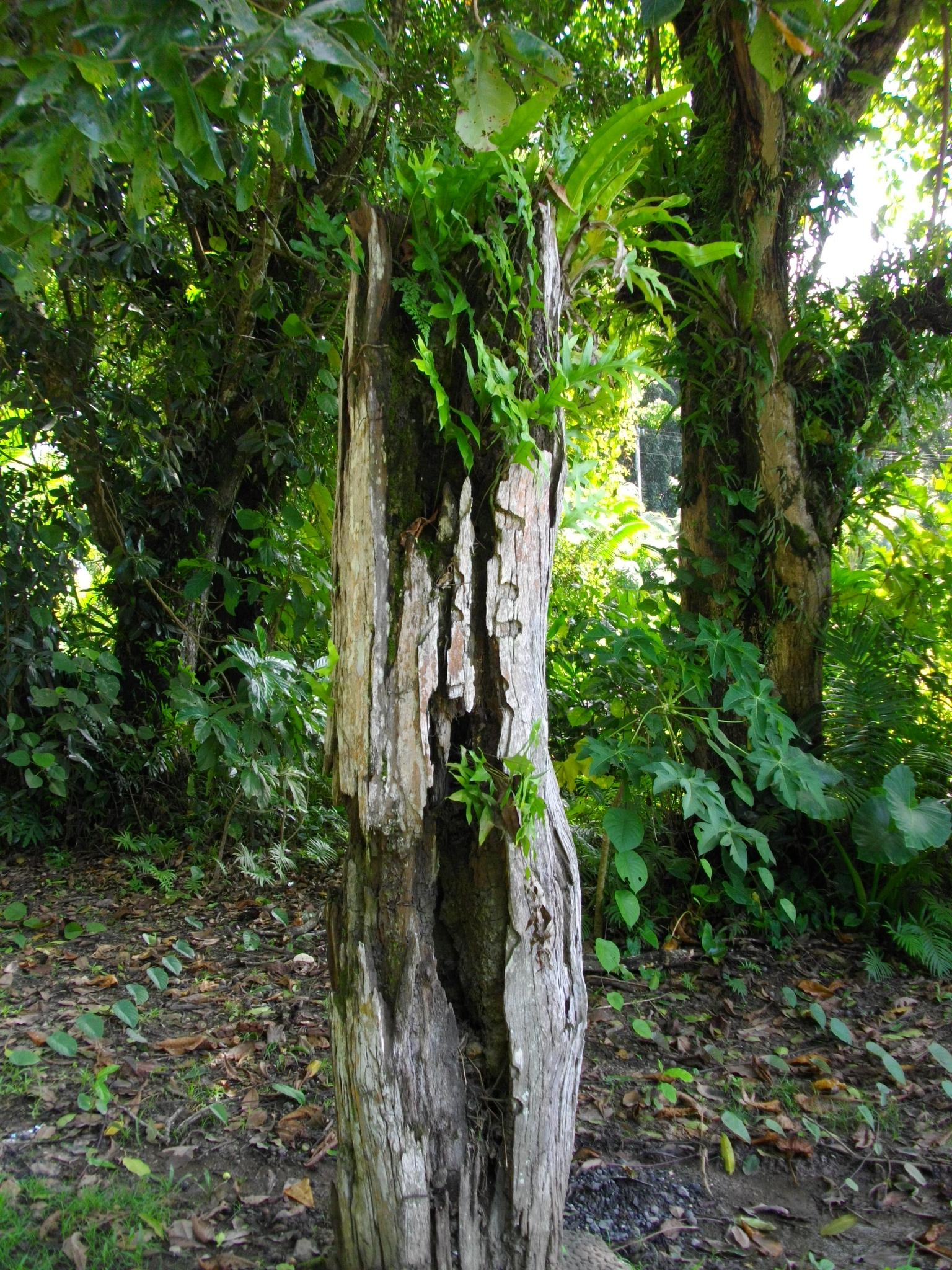
現在已經破損嚴重的社號標，隱約可辨認出「官幣大社南洋神社」的部分字跡。
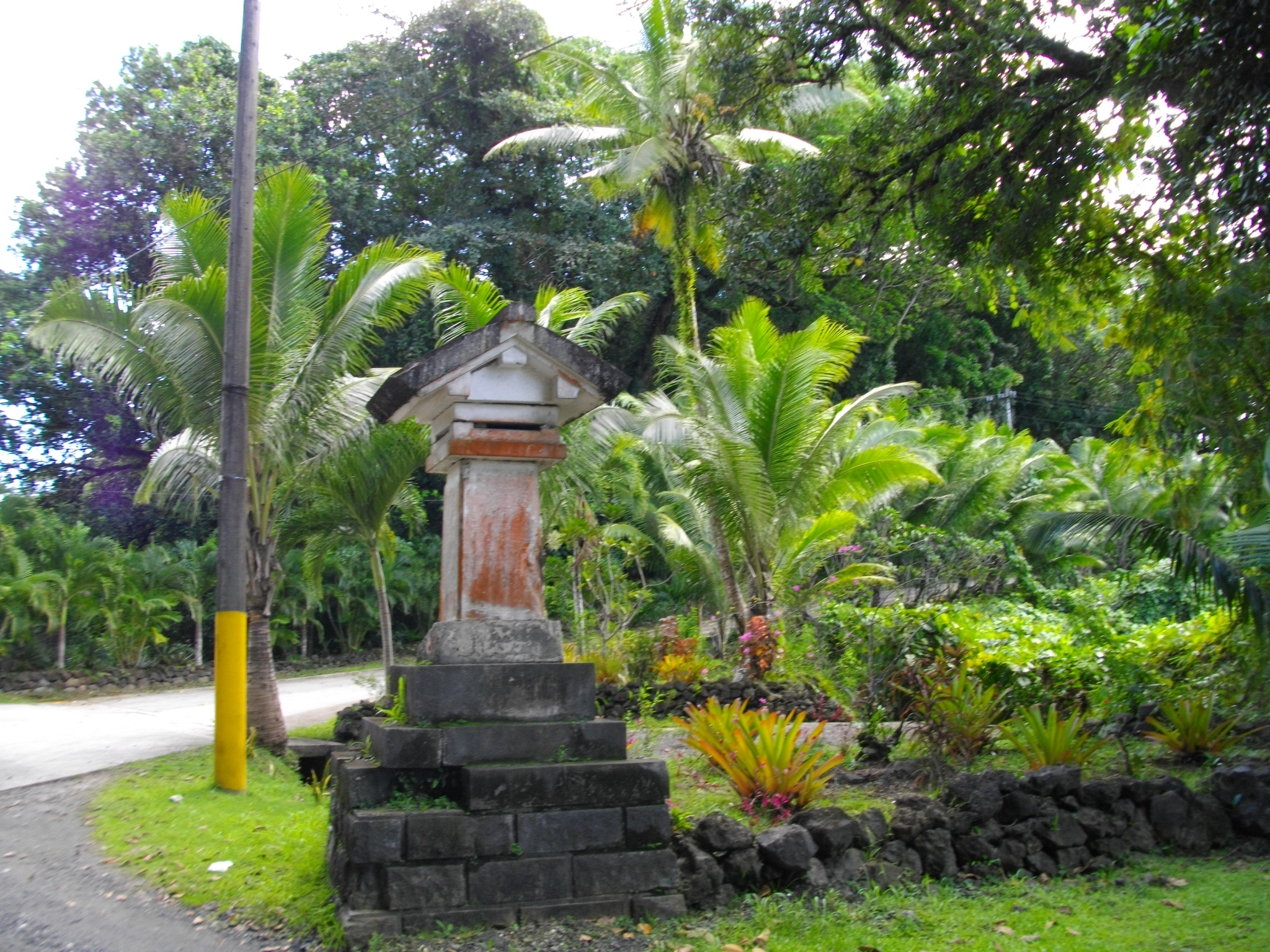
當時殘留下來的石燈籠。白色柏油路是過去的參道，現在則通往重建的神社。

## 南洋神社鎮座跡地遙拜殿
平成16年（2004年），在埼玉縣越谷市之久伊豆神社內建立「舊官幣大社南洋神社鎮座跡地遙拜殿」。時任帛琉總統湯米·雷蒙傑索也參加了建立儀式。

## 關連項目
- 南洋廳
- 南洋群島
- 久伊豆神社

## 外部連結
- 帛琉共和國之神社
- 舊官幣大社南洋神社鎮座跡地遙拜殿 （页面存档备份，存于）